# PDFedit
PDFedit是一个PDF文档编辑器。它是一个自由软件，支持类UNIX系统和安装了Cygwin的Windows系统。不过，PDFedit不支持编辑受保护或加密的文档，亦不支持文字处理器式的文本编辑。
PDFedit的图形界面基于Qt3和QSA引擎，所以全部操作都可用脚本执行。亦支持以ECMAScript写脚本来使用PDFedit。程序用于处理PDF的组件的一部分是命令行界面。Xpdf用于PDF的低级处理。
PDF是一个设计用来发布，而非编辑文档的复杂格式。PDFedit对于技术用户来说，是一个能提供PDF文档内部结构访问的低级工具。用户可能需要熟悉PDF文档结构才能做出实质性编辑。